# William Thomas Larkin
William Thomas Larkin (* 31. März 1923 in Mount Morris; † 4. November 2006) war ein US-amerikanischer Geistlicher und römisch-katholischer Bischof von Saint Petersburg.

## Leben
William Thomas Larkin empfing am 15. Mai 1947 die Priesterweihe für das Bistum Saint Augustine.
Am 18. April 1979 ernannte ihn Papst Johannes Paul II. zum Bischof von Saint Petersburg. Der Papst persönlich spendete ihm am 27. Mai desselben Jahres die Bischofsweihe; Mitkonsekratoren waren Duraisamy Simon Lourdusamy, Sekretär der Kongregation für die Evangelisierung der Völker, und Eduardo Martínez Somalo, Substitut des Staatssekretariats. Am 29. November 1988 nahm der Papst seinen altersbedingten Rücktritt an.